# 帕齐·乔根森
帕齐·乔根森（英語：Patsy Jorgensen，1943年3月24日—），新西兰女子草地滚球运动员。她曾代表新西兰参加2002年英联邦运动会草地滚球比赛，获得女子四人铜牌。